# Frank Walsh (rugbysta)
Frank Walsh (ur. 5 września 1976 w St. John’s) – kanadyjski rugbysta grający na pozycji filara młyna, reprezentant kraju, uczestnik Pucharu Świata 2011.

## Kariera klubowa
Przez kilkanaście lat był ostoją wschodniokanadyjskiego rugby, w szczególności lokalnego klubu Vandals RFC oraz regionalnego zespołu Newfoundland Rock. W barwach tego drugiego pięciokrotnie uczestniczył w finałach Rugby Canada Super League zdobywając trzy tytuły – w latach 2005, 2006 i 2008. W 2008 roku został dodatkowo wybrany najlepszym sportowcem prowincji Nowa Fundlandia i Labrador.
Wraz z przemianowanym na Atlantic Rock zespołem wystąpił w kanadyjskiej części inauguracyjnej edycji Americas Rugby Championship nie awansując do turnieju głównego. Rok później natomiast, po modernizacji tych rozgrywek i stworzeniu Canadian Rugby Championship, jego zespół zdobył tytuł mistrzowski. W 2011 roku nie znalazł się w składzie Atlantic Rock z powodu zobowiązań reprezentacyjnych, powrócił jednak do zespołu w sezonach 2012 i 2013.
W 2011 roku, chcąc walczyć o miejsce w kanadyjskim składzie na Puchar Świata występował w klubie Castaway Wanderers, podobnie jak w roku 2002 zwyciężając z nim w prowincjonalnych rozgrywkach British Columbia Rugby Union.

## Kariera reprezentacyjna
Jego pierwszym kontaktem z reprezentacyjnymi rozgrywkami była związkowa drużyna Canada East występująca w North America 4, w jej składzie wystąpił w dwóch edycjach tego turnieju – w 2006 i 2007 roku. Pierwsze powołanie do seniorskiej reprezentacji kraju otrzymał natomiast w październiku 2008 roku na czteromeczowe tournée po Europie. We wszystkich tych spotkaniach został wymieniony na ławce rezerwowych, nie wszedł jednak na boisko w zwycięskim meczu z Portugalią. Zadebiutował zatem tydzień później na Thomond Park w spotkaniu z Irlandią, zagrał następnie także przeciwko Walii i Szkocji.
Również w 2009 roku znalazł się w kadrze narodowej – z reprezentacją A wystąpił w Churchill Cup 2009 przeciw Irlandii A oraz Argentina Jaguars, a jedynym jego testmeczem w tym sezonie było spotkanie eliminacji do Pucharu Świata 2011 z USA.
Dobra postawa w Canadian Rugby Championship 2010 spowodowała, że został powołany do reprezentacji A na turniej Americas Rugby Championship 2010, gdzie wystąpił we wszystkich trzech meczach swojej drużyny. W kolejnym roku natomiast znalazł się w szerokim składzie reprezentacji przygotowującej się do Pucharu Świata 2011, a następnie w kadrze wylatującej do Nowej Zelandii będąc jej najstarszym zawodnikiem, nie zagrał jednak w żadnym meczu tego turnieju.
W 2012 roku wystąpił w organizowanym na Bahamach międzynarodowym turnieju weteranów World Rugby Classic.